# Manuel Martínez Ancira
Manuel Martínez Ancira (Monterrey, Nuevo León; 10 de enero de 1946 - La Jolla, California; 16 de agosto de 1996) fue un matador de toros regiomontano, considerado la principal figura del toreo mexicano de finales del siglo XX.

## Perfil familiar
Nació en el seno de una familia acomodada. Su padre, el ingeniero Manuel Martínez Carranza (hijo de Manuel Martínez Charles y de María de Jesús Carranza Garza), fue director de la Facultad de Ingeniería Civil de la Universidad de Nuevo León y, paradójicamente su tío-abuelo fue el presidente Venustiano Carranza, quien prohibió las corridas de toros en México entre 1914 y 1920.

## Comienzos
Practicó la charrería y empezó a torear becerras en la ganadería "El Colmenar" de su hermano Gerardo, ubicada entonces en Melchor Múzquiz, Coahuila, contando con el apoyo del Ing. Álvaro Garza Elizondo quien era también charro. Terminó la preparatoria e intentó estudiar Ingeniero Agrónomo, pero ya “picado” por el toro se entregó de lleno a este arte, haciéndose torero contra la voluntad de sus progenitores, de cuya casa tuvo que salir para iniciarse en la tauromaquia.
Vistió por primera vez el terno de luces en Monterrey en 1959, un traje con mucha historia, ya que primeramente fue propiedad del famoso diestro español Diego Puerta.
Su presentación con picadores se celebró en la Plaza de La Aurora ubicada en el municipio de Nezahualcóyotl, Estado de México el primero de noviembre de 1964 alternando con Alberto Cossío, Antonio Guzmán y Ramón Llano (posterior mente director de discos Musart) con novillos de La Laguna.
El 20 de junio de 1965 se presentó en la Plaza México, para cortarle las dos orejas a un novillo de la Viuda de Franco, alternando con Manolo Rangel y Curro Munguía. En ese mismo ruedo recibiría 7 días después su bautizo de sangre, dentro de una breve etapa novilleril que se compuso de 35 actuaciones.

## Doctorado y trayectoria
“El Ave de las Tempestades”, Lorenzo Garza, regresó a los toros únicamente a otorgarle la alternativa en Monterrey el siete de noviembre de 1965, con el testimonio de Humberto Moro. El toro de la alternativa fue de la ganadería de Mimiahuapam y llevó como nombre “Traficante”, al que le cortó una oreja, mientras que el sexto le infirió una cornada.
Ese invierno acudió por primera vez a ruedos suramericanos, donde siempre gozó de un gran cartel, especialmente en Venezuela, país en el que llegó a actuar en 65 ocasiones gracias a la brillante representación de su compatriota y amigo Carmelo Torres. 
Después de 30 corridas, confirmó su alternativa en la Plaza México el 12 de febrero de 1967 con Juan García “Mondeño” diestro español como padrino y el mexicano Mauro Liceaga como testigo, ahora con el toro “Cid” también de Mimiahuapam.
El domingo siguiente cuajaba también ahí una gran faena a “Halcón”, el ejemplar de Chucho Cabrera que le consagró como nuevo ídolo de la afición mexicana, lo que lo llevó a encabezar el escalafón taurino de ese año con 57 actuaciones y mantener una apasionante competencia en El Toreo con el tapatío Manuel Capetillo.
En España debutó en Toledo el 5 de junio de 1969, alternando con Antonio Ordóñez y Paco Camino con un encierro de Cunhal Patricio en la que cortó dos orejas.
Fueron 49 las tardes de que se compuso esta campaña, en la que resultó herido en las Plazas de Bilbao, Murcia y Cáceres, lo que le impidió cumplir con los 60 con-tratos firmados.
Confirmó su alternativa en Madrid al año siguiente, cuando el 22 de mayo Santiago Martín “El Viti” en presencia de Sebastián “Palomo” Linares", le concedió la muerte de “Santanero” de Baltasar Ibán. Cortó una oreja en dos actuaciones, su actuación no causó un gran impacto en la exigente afición madrileña, lo que motivo una inmediata cancelación de su segunda campaña española. Posteriormente solo volvería a la Madre Patria para actuar en corridas sueltas: En 1974 en Marbella y en 1978 en la Feria de abril en Sevilla.

## Segunda Etapa
Se retiró por primera vez el 30 de mayo de 1982, pero volvió a los ruedos en 1987 y su última actuación en la Plaza México fue el 4 de marzo de 1990 en un mano a mano con Jorge Gutiérrez y ganado de La Gloria.

## Estadística
En la historia de la Monumental Plaza México fue el espada que más ocasiones actuó en ella (91 veces) y que cortó más apéndices (10 rabos y 81 orejas). También fue el lidiador que más veces hizo el paseíllo en las temporadas 1971-1972 (10), 1972-1973 (9), 1978 (8), 1979 (8) y conquistó tres veces el estoque de oro.

## Últimos años
Martínez dedicó sus últimos años a ayudar y promover novilleros como empresario de diversas plazas mexicanas, así como de su ganadería. Fue el matador de toros que llenó la última época gloriosa del toreo mexicano y que motivó el tradicional grito en los tendidos de sol: "¡Manolo, Manolo y ya!". 
Falleció en La Jolla, California, el 16 de agosto de 1996, a consecuencia de cáncer de hígado, originado aparentemente por una hepatitis crónica debida a una cornada.

## Impacto Cultural y profesional
En su dilatada carrera profesional (31 años) Manolo fue manejado por tres apoderados y un representante en Venezuela; Pepe Luis Méndez, el ingeniero regiomontano Álvaro Garza quien fue su mentor, descubridor e íntimo amigo del Ing. Gerardo Martínez el hermano mayor de Manolo, José Chafic Handam su compadre y Carmelo Torres, el cual estuvo a su lado toda su carrera en Venezuela, quienes crearon para el un sistema administrativo, mediático y financiero extremadamente eficiente, convirtiéndole en el ícono taurino más importante de su tiempo.
Su relación con otras artes se refleja en las pinturas de Pancho Flores, las esculturas de Humberto Peraza, los escritos de Pepe Alameda, Rafael Loret de Mola ("Mano a Mano y Dos Colosos") y su biógrafo Guillermo H. Cantú en México, de Arturo Uslar Pietri y Pepe Cabello en Venezuela, así como las obras cinematográficas de Juan Ibáñez y Cat Fletcher.
Un conocido crítico taurino en un profundo análisis sobre el regiomontano comentó:
La figura señera, arrogante y atrayente de Manolo permanece intacta en el trono que él levantó, majestuoso en el trasfondo de su arte y autoritario en lo maquiavélico de su forma, con la única finalidad: trascender en la historia del Toreo Mexicano en el Siglo XX."
- Datos: Q3286426